# Nintendo Switch 2
Nintendo Switch 2（ニンテンドースイッチ ツー）は、任天堂が開発を行い、2025年6月5日に発売された家庭用ゲーム機。日本でのキャッチコピーは、「“2”になって、すべてが新しい」。

## 概要
Nintendo Switch 2はハイブリッド型ゲーム機であるNintendo Switchの後継機種である。Nintendo Switch同様に、携帯型ゲーム機として持ち運んで遊ぶことも、タブレット型コンピュータとして使うこともでき、ドックと接続して外部ディスプレイに表示することも可能である。Nintendo Switchと後方互換性を持ち、 Nintendo Switchのソフトとの互換性に重点を置いている。任天堂のゲーム機としては初めてナンバリングがつけられる。
Nintendo Switch 2は任天堂が開発した。2019年に開発が開始され、2025年1月16日に公開し、4月2日に詳細な仕様や発売日が発表された。多くの地域で4月5日に予約受付が開始され、6月5日に発売された。本体は前モデルよりもソーシャル機能や技術面の進化が評価されたが、ゲーム機とソフトの価格上昇については批判も見られた。発売から4日間で全世界累計350万台以上を売り上げ、任天堂史上最速で販売された任天堂のゲーム機となっている。2025年6月30日現在、Switch 2は世界累計で580万台以上を販売しており、同梱タイトルでもあった『マリオカート ワールド』は563万本以上を売り上げ、最も売れたソフトとなっている。
本機種では専用ソフトのほかにNintendo Switchのソフトもプレイできる。また、コントローラは前世代機のJoy-Conを踏襲したJoy-Con 2を採用する。Joy-Con 2は本体装着時と分離時の両方で使用できる。
Nintendo Switchよりも大型の液晶ディスプレイと、より多い内蔵ストレージを搭載しているほか、グラフィック、コントローラ、ソーシャル機能が更新されている。Nintendo Switch 2は携帯またはテーブルモードで1080p解像度・120 Hzリフレッシュレートを、ドック接続時は4K解像度・60 Hzリフレッシュレートをサポートする。
ソフトウェア媒体は、ニンテンドーDS、ニンテンドー3DS、Nintendo Switchから続くフラッシュメモリ方式であり、物理的なゲームカードおよびデジタルのニンテンドーeショップで提供される。ゲームカードは読み込み速度が大幅に上昇したものが使用される。ゲームカードを使用するNintendo Switch 2の一部のソフトは、「キーカード」と呼ばれるDRM認証のデータのみを搭載した形態で販売される。この場合、ゲームのデータはオンラインで供給される。
特定のNintendo Switchゲームは、無料または有料のアップデートによりNintendo Switch 2の性能向上を活かすことができる。Nintendo Switch 2はNintendo Switch Online加入サービスにも対応し、一部のマルチプレイゲームの利用に必要となるほか、Nintendo Classicsのライブラリにより過去のエミュレートされたゲームを楽しめる。ゲームキューブのゲームはNintendo Switch 2専用の拡張パック加入者限定で提供される。ゲームチャット機能により遠隔での音声チャット、画面共有、ウェブカメラの利用が可能である。
日本国内において、本体は希望小売価格49,980円の「日本語・国内専用モデル」と希望小売価格69,980円の全リージョン対応の「多言語対応モデル」の2種類のパッケージが存在する。日本語・国内専用モデルには、希望小売価格53,980円の「マリオカート ワールド セット」という、マリオカート ワールドが同梱されたセットである。

## 歴史

### 背景
任天堂は2017年3月、Wii Uの商業的失敗を受けてNintendo Switchを発売した。Switchは携帯・テーブル・テレビ接続（ドックモード）の3形態で遊べるハイブリッド型ゲーム機として宣伝され、本体から分離可能なJoy-Conが特徴だった。当時の他社ゲーム機（PlayStation 4やXbox Oneなど）と比較して計算処理能力は控えめであるが、本体価格の引き下げと任天堂が得意とするタイプのゲームを楽しめる十分な性能が両立されており、他社との差別化を図るブルー・オーシャン戦略の一環でもあった。Switchは任天堂の歴代家庭用ゲーム機の中で最も売れた機種となり、2023年時点でPlayStation 2とニンテンドーDSに次ぐ世界で3番目に売れたゲーム機となっている。Switch 2発表時の2025年1月時点で、Switchは全世界で1億4600万台以上を販売していた。

### 開発
社内では、Nintendo Switchの発売直後から次世代機のプリプロダクションが始まり、開発チームはNintendo Switchの性能的な制約を精査し、それを解決するためのハードウェア変更を模索した。この作業工程が、ゲーム開発パートナーへのソフトウェア開発キット（SDK）を出荷するまでの十分な時間確保にもつながった。Nintendo Switch 2の正式な開発は2019年から開始し、プロデューサーの河本浩一、ハードウェアディレクターの堂田卓宏、テクニカルディレクターの佐々木哲也が主導した。
過去の任天堂ハードは新たな体験をもたらす設計が多かったが、Nintendo Switch 2の開発チームは、開発者がNintendo Switchのモードに最適化してソフトを制作する文化が既に確立していることを受け、大幅なハードウェア仕様変更を避けて計算性能の強化に注力、ソフト開発の幅そのものを広げる方針を選択した。そのため、バッテリー寿命とのバランスを考慮しつつ、メモリ容量も新作に対応できるよう拡張した。
今回はハード強化を優先した結果、ニンテンドー3DSやWii Uのように前世代機と構造が近い場合と比べて後方互換の実装は複雑化した。Nintendo Switch 2はソフトウェアおよびハードウェアエミュレーションのハイブリッドを採用し、ソフトウェア専用方式よりも負荷を軽減している。名称もこの後方互換性を意識して決定され、「Super Nintendo Switch」なども候補に挙がったが、互換性の印象が薄くなるため採用しなかった。

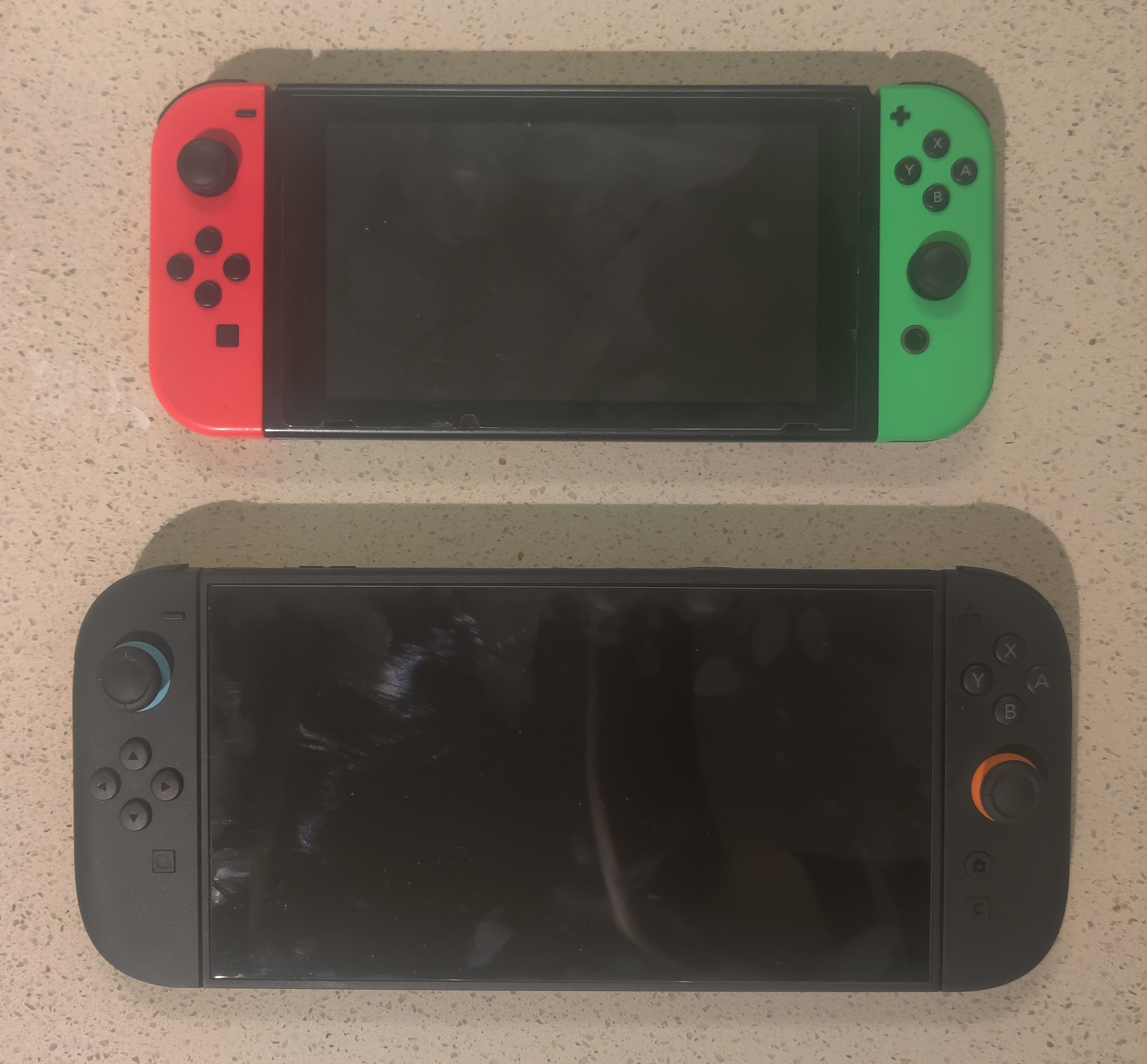
Nintendo Switch 2（下）は、初代Nintendo Switch（上）と比べて、より大きな画面と大型のコントローラを備えている。

Joy-Con 2はゼロベースで再設計された。画面大型化にともない、従来型Joy-Conを単純拡大すると持ちにくくなりショルダーボタンも押しづらくなると判明したため、角を丸めたり、ショルダーボタンを側面まで拡張したりする工夫が施された。HD振動も強化され、従来Joy-Conの限界を超えてゲームキューブ コントローラ並みの強さを実現している。また、従来のレール機構ではなくマグネット着脱式となり、磁力結合は一新された回路・リリース機構によりしっかり固定される。装着時にカチッと音が鳴ることもNintendo Switchブランドの象徴となっている。
Joy-Con 2をマウスとして利用できる機能は、PCでのゲーム経験が豊富な河本による発案で、ドックモードでタッチ操作の代替や新しい遊び方への発展が期待された。これは横井軍平の「枯れた技術の水平思考」という概念にも通じるものである。Proコントローラーも同様に設計が見直され、ジョイスティック操作の滑らかさ向上、オーディオジャック追加、グリップ部には2個のカスタマイズ可能ボタンが新設された。
ゲームチャット機能は、2020年の新型コロナウイルスによる開発現場のリモート化でスタッフが不便さを感じたことから生まれた。従来のソフトウェアでは画面共有は1台分しかできず、開発現場ではウェブカメラを各自モニターに向けるという苦肉の策で全員の画面を可視化していた。河本は「まるで皆が自分のゲーム機を持ち寄って遊んでいるようで楽しかった」と語り、それがゲームチャットの開発の着想源となっている。ゲームチャットはゲーム処理への影響を最小限に抑える設計となっており、一部機能はWii UやWii U GamePad向けに開発されたストリーミング技術が活用されている。

### 業界の噂
業界では2019年ごろから、Switchの高性能モデル、いわゆる「Nintendo Switch Pro」に関する噂が流れ始めていた。メディアで予想された多くの機能は、2021年に発売されたNintendo Switch（有機ELモデル）に実際に取り入れられている。2020年10月には、任天堂が次世代ゲーム機の開発を進めていることが投資家向けに公式に明らかになった。
『Digital Foundry』は、任天堂が「Switch Pro」的なモデルを開発していた可能性があるとしつつも、2022年12月時点でその全リソースがSwitch後継機開発へ完全移行した形跡があると報じている。
2023年の『FTC v. Microsoft』裁判（マイクロソフトによるActivision Blizzardの買収に対する訴訟）では、Activisionが「Switch NG」向けに開発していたことが証拠書類で判明した。
2023年6月の株主Q&Aで、任天堂の社長である古川俊太郎は後継機への移行を消費者にとってスムーズにすることを重視し、ニンテンドーアカウントの継承を計画していると述べた。また、後方互換性は設計の重要事項だとし、「Nintendo Switchは多くの消費者に遊ばれているため、購入済みのSwitchソフトが後継機でもプレイできるのが最良の方向性と判断した」と説明している。
『Video Games Chronicle』は2023年7月、任天堂が次世代機向けSDKを開発パートナーに配布し、PlayStation 5やXbox Series X/Sといった第9世代ゲーム機で発売時に発生した品薄を回避したい意向を持っていると報じた。8月のゲームズコムではSwitch 2をプライベートで披露し、ゼルダの伝説 ブレス オブ ザ ワイルド（2017年）の高フレームレート・高解像度版やUnreal Engine 5による『The Matrix Awakens』（2021年）などのテックデモが紹介された。
2024年5月7日、古川俊太郎はSwitch後継機の開発を認め、同年度内にさらなる情報を公開すると発言した。2024年を通して新型機の噂は続き、2025年1月のコンシューマー・エレクトロニクス・ショー（CES）では複数のサードパーティー企業がSwitch後継機向けアクセサリーを展示、これに対し任天堂は「会場で使用されているモックアップは公式のものではない」と声明を出した。
2024年9月18日には、Redditに本体画像とされるものがリークされ、既報の内容と一致していた。10月にはゲームフリークが大規模な情報流出被害を受け、『ポケットモンスター』第10世代やSwitch後継機（コードネーム「Ounce」）の関連資料も流出した。アメリカ合衆国の周辺機器メーカーのGenkiもコンシューマー・エレクトロニクス・ショー期間中に詳細なレンダリング画像を公開したが、2025年5月に任天堂から訴訟を起こされている。
Switch 2は当初2024年後半発売と予想されていたが、2024年2月、『Bloomberg News』は任天堂がパブリッシャーに対し発売予定を2025年初頭に延期したと報じた。『日本経済新聞』も同様の内容を伝え、発売延期の背景には品薄や転売対策があったとした。このニュースを受けて任天堂株は一時6%近く下落した。2024年8月には｢GamesIndustry.biz｣や｢Eurogamer｣が「2025年4月以前の発売はない」と報じた。ゲームメーカー兼周辺機器メーカーのNaconは、任天堂会計年度（4月開始、2026年9月30日終了）の前半に発売されると予想していた。

### 発表とプロモーション

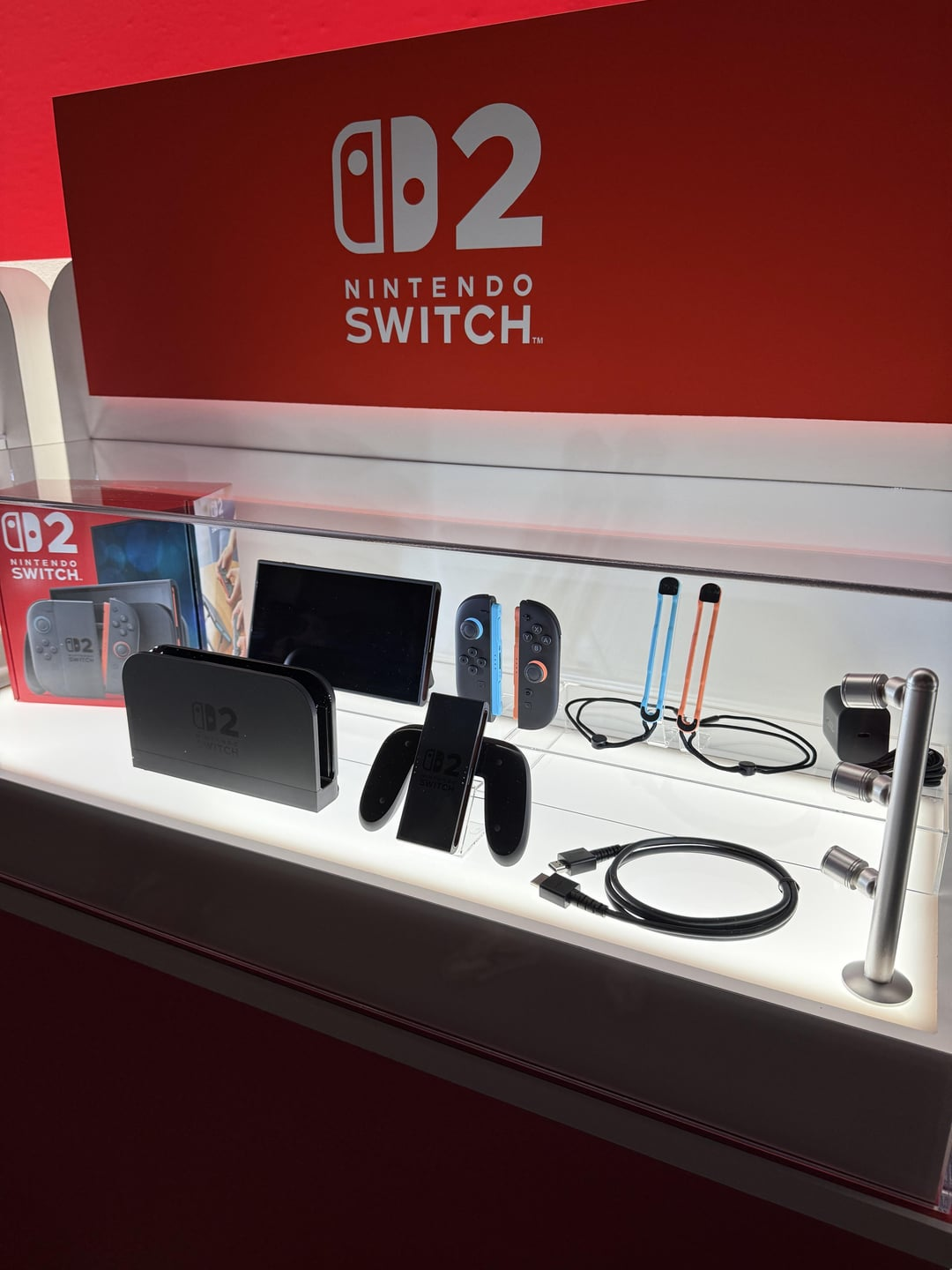
2025年4月に展示されたSwitch 2のプロモーションディスプレイ

任天堂は2025年1月16日、Nintendo Switch 2の新デザインや磁石式のJoy-Con 2を初公開し、新作マリオカートのタイトル（後に『マリオカート ワールド』（2025年）と発表）の短い映像も流した。
4月2日にはNintendo Switch 2に関する1時間のNintendo Directが放送され、続く2日間はNintendo TreehouseによるNintendo Switch 2ゲームのプレゼンテーションが配信された。また、任天堂は4月から6月にかけて、世界中でプレイ体験イベントを開催し、消費者が発売前にNintendo Switch 2を試せるようにした。
古川俊太郎は、過去の任天堂ハード発売時に発生した転売やスキャルピング問題を受け、Nintendo Switch 2の発売にあたっては関連対策を徹底すると語っている。
Nintendo Switch 2のプロモーション活動の一環として、Nintendo of Americaはメジャーリーグベースボール（MLB）およびシアトル・マリナーズとパートナーシップを結び、2025年シーズンのマリナーズのチームユニフォームに任天堂およびNintendo Switch 2のロゴが採用された。
2025年4月には、Nintendo of Americaが俳優のポール・ラッドを起用したSwitch 2の新CMを公開。このCMは、彼が34年前に出演したスーパーファミコンのCMをオマージュした内容となっている。また、2025年3月のNintendo Directでは、Nintendo Directの配信と同時にiOSおよびAndroid向けの公式アプリ「Nintendo Today!」を発表・リリースした。このアプリはニュースやカレンダー機能を兼ね備え、Switch 2関連のハードウェア・ソフトウェア・サービス・今後のイベント情報などをまとめて提供するナビゲーションハブとして位置づけられている。

#### 予約受付
発売数か月前から任天堂は、アメリカでの関税対策と品薄回避を目的に「数十万台規模」を事前にストックし、トランプ政権による関税引き上げの影響を最小限に留めるとともに、発売時の供給不足リスクを抑えた。また、中国発の関税を回避するため、生産や部品調達先を中国から東南アジア（特にベトナム）へとシフトしている。
日本では転売対策として、店頭ではリージョンロック（日本語のみ・日本国内限定オンラインサービス）の安価モデルを販売し、多言語対応モデルは任天堂公式オンラインストア限定で販売する方式を導入。他の地域では、量販店での予約受付のほか、任天堂直販は「プレイ履歴のあるニンテンドーアカウント必須」など条件付きの先着ウェイトリスト方式を採用した。
ほとんどの地域では2025年4月5日から予約開始予定だったが、アメリカの関税発表（4月2日）直後に任天堂はアメリカの予約を「関税影響や市況を見極めるため」として一時延期。カナダもアメリカに合わせて延期された。その後、アメリカ・カナダでは4月24日に予約が開始され、本体や『マリオカート ワールド』同梱版は据え置き価格、アクセサリーのみ5から10ドル値上げされた。
アメリカ・カナダでは4月24日午前0時（東部標準時）に予約が開始され、ウォルマート、ターゲット、ベスト・バイといった各大手小売サイトでは注文希望者が殺到し、数分で在庫切れ・サーバーダウンの混乱が生じた。GameStopは午前11時（東部標準時）から予約受付を開始したが、こちらもサイトの不具合が報告された。
任天堂は日本国内のユーザーに対し、日本語・国内専用モデルのNintendo Switch 2予約のために220万人を超える応募が集まったことを公表し、これは同社の予測を大きく上回るもので、発売日までにすべての予約分に応じることは難しい可能性が高いと警告した。落選者については、以降の出荷分で同様の抽選プログラムに自動で持ち越される仕組みとなっている。日本国内の店舗では、発売時期の限られた供給に対応するために抽選などの仕組みを用いた。また、任天堂はアメリカの自社ストアで予約する顧客に対しても同様の警告を発した。小売店へのSwitch 2出荷は2025年5月下旬から始まり、一部の予約購入者は発売2週間前から入手映像をSNS等で投稿したが、発売日当日のアップデート（デイワンパッチ）適用までは本体を使用できない状態だった。

### 発売と価格設定
Nintendo Switch 2は2025年6月5日に世界同時発売となった。発売地域には日本、北アメリカ、ヨーロッパの主要国、オーストラリア、ニュージーランド、ブラジル、チリ、コロンビア、ペルー、南アフリカ、香港、サウジアラビア、および韓国でも発売された。その後、同月下旬には東南アジアにも展開され、6月26日にフィリピン、シンガポール、タイで発売され、7月3日にはマレーシアでも発売された。その後もさまざまな地域で発売予定が組まれている。一方、中国でのSwitch 2の発売は、当初は6月5日の世界同時発売と合わせて予定されていたが、無期限延期となった。ロシアについてもウクライナ侵攻による事業撤退により、同国での発売は行われていないが、両国共に正式に販売している国または地域を介する形でNintendo Switch 2が流通していると日本経済新聞と日本テレビから報じられている。
日本での価格は税込み69980円。北アメリカではアメリカで449米ドル、カナダで629カナダドルとなっている。ヨーロッパではユーロ圏で469ユーロ、イギリスでは395.99ポンド（いずれも税込み）。オセアニアのオーストラリアでは699豪ドル（GST込）。また、日本では多言語対応モデルとは別に、安価な日本語・国内専用モデルも49980円で発売されたが、こちらは日本語のみ対応、オンラインサービスも日本国内のみに制限されるなど多言語対応モデルと異なる仕様となっている。
Switch 2の発売価格は業界予測を上回った。発売前、ブルームバーグのアナリストは、アメリカでSwitch 2の価格が400ドル以上になると予想し、2025年2月から導入されたアメリカの輸入品関税の影響次第で価格が変動する可能性も指摘していた。しかし、独占ソフトやSwitchのソフト資産との互換性が強力な販売要素となると分析していた。実際に発表されたアメリカ価格は449.99米ドルと、初代Switchのローンチ時に比べて約50%高く、「値上げが過ぎる」と批判された。またSwitch 2用ゲームの一部も80米ドルと発表され、追加の批判が寄せられた。この価格帯はインフレ調整後でも任天堂の歴代ハードの中で過去30年で最も高い水準となった。
Nintendo of Americaの社長であるダグ・バウザーは、Switch 2のアメリカ価格は一部報道が指摘した2025年4月2日施行のトランプ政権関税の影響ではなく、既存の3つのSwitchとともに展開する「プレミアムゲーム機」としての位置づけによるものだと説明した。Bowserは、Switch 2はすでに世界各地に出荷準備が整っており、関税による発売日の影響もほぼないとした。
アメリカ価格は高めであるが、他のアナリストは主因を関税ではなく、ゲーム機全体の価格上昇傾向およびカナダやヨーロッパも同様の価格設定（実はヨーロッパは税抜き換算ではさらに割安）で展開されていることを挙げている。『Aftermath』のLuke Plunkettは、新型コロナウイルス感染症後のインフレ急騰とその後の生活費危機がゲーム機の売れ行きに影響すると指摘した。SNSや任天堂のライブ配信でも消費者から値下げ要望が相次いだ。元任天堂広報のKit EllisとKrysta Yangは、価格を最初の発表配信で公表しなかった点が混乱と反発を強めたと述べている。
あるケースでは、ニューヨーク州スタテンアイランドのGameStopの店舗で、発売日用にSwitch 2本体の箱に予約レシートをホチキスで留めていたが、本体が箱の前面近くに梱包されていたため、ホチキスの針が画面を突き破る事態が発生した。GameStopはこれにすぐ対応し、影響を受けたすべての本体を即座に交換した。その後、同社は修理済みの影響を受けた本体とホチキス本体を「チャイルドライフ病院ネットワーク」への寄付を目的としたオークションにかけた。
2025年8月1日、トランプ政権による世界的な関税措置の開始を受けて、任天堂は初代Nintendo Switch本体および一部のSwitch 2用アクセサリーの価格をアメリカで引き上げると発表した。この改定は2025年8月3日から実施される。さらに任天堂は、Switch 2本体、ソフト、Nintendo Switch Onlineの利用料についても、将来的に値上げが必要になる可能性があると警告した。

## 沿革

### 2019年
- 正式なハードウェア開発が開始[117]。

### 2021年
- 11月5日 - 本機を含めNintendo Switchファミリーに2027年3月期までの5年間、最大4500億円を投じる計画を発表[118]。

### 2023年
- 6月23日 - 株主総会の質疑応答で、従来機種から後継機種への移行について言及し「ニンテンドーアカウントを活用し、お客様にうまく移行していただけるように努めていく」と発表[119]。

### 2024年
- 5月7日 - 任天堂企業広報のX（旧Twitter）アカウントで、社長の古川俊太郎が「今年度中にNintendo Switchの後継機種に関するアナウンスを行う」と投稿[120]。
- 11月6日 - 経営方針説明会で、前世代機であるNintendo Switchとの互換機能があることを発表。

### 2025年
- 1月16日 - 「Nintendo Switch 2」の正式名称とともに、予告映像が公開[121]。映像内では、マリオカート ワールドの映像も確認できた[122]。同動画内で、Nintendo Switchのパッケージ・ダウンロード版を遊べることを確認できたが一部非対応ソフトがある[121]。
- 4月2日 - 22時より、本機種に関するNintendo Directが放送[123]。番組では、本機種の開発に携わった河本浩一・堂田卓宏・佐々木哲也が登場し、本体の仕様やローンチタイトルの紹介などが行われた。
- 4月3日 - 国立代々木競技場 第一体育館にて「Nintendo Switch 2 Premiere」としてメディア向け体験会を実施[124]。ローンチタイトルの先行プレイや本体と周辺機器の展示が行われた[125]。
- 4月4日 - この日以降、世界各都市で「Nintendo Switch 2 体験会」を開催している[126]。日本では、「Nintendo Switch 2 体験会 TOKYO」として幕張メッセで4月26日、27日に開催された[127]。また、日本での抽選販売の予約がマイニンテンドーストアにて午後5時より開始した[128]。
  - 任天堂のアメリカ法人は、4月9日に予定していた現地での予約開始日を延期すると発表した。この直前にアメリカ合衆国大統領のドナルド・トランプが世界各国に対して相互関税を敷いており、日本以外にも、任天堂の工場があるベトナムも含まれていたからではないかと複数のメディアは分析している。
- 4月24日 - 家電量販店やオンラインショップでの予約が開始された[129]。同日、前述の事情で延期していたアメリカでの予約受付を開始も開始した[130]。
- 4月30日 - Nintendo Switchバージョン20.0.0が配信され、バーチャルゲームカード機能や、おすそわけ通信機能が追加された。また、Nintendo Switch 2へデータを引き継ぐための機能、「まるごと転送」などの機能も追加された。
- 6月5日 - 各国での発売が開始[131]。
- 6月26日 - シンガポール、タイ、フィリピンでの発売が開始[3][4]。
- 7月3日 - マレーシアでの発売が開始[5]
- 7月8日 - サウジアラビアの公式販売代理店AICは、本体価格の引き上げを行ったことを発表した。Switch 2本体が 1999 SAR から 2149 SARへ、マリオカートワールドセットが2349SARとなる[132]。
- 7月10日 - 台湾での発売が開始[133]。
- 7月22日 - 『Pokémon LEGENDS Z-A Nintendo Switch 2 Edition』を同梱した、「Pokémon LEGENDS Z-A Nintendo Switch 2 Edition セット」を同梱ゲームの発売日である10月16日に発売することを発表した[134]。

## 売上

### 予約注文
4月4日より、任天堂が運営するECサイトのマイニンテンドーストアで第1回抽選予約が開始。応募条件は「2025年2月28日時点で、体験版・無料ソフトを除いたソフトプレイ時間を累計50時間以上プレイしているかつ、応募時点でNintendo Switch Onlineに累積1年以上の加入期間があり、応募時にも加入していること」となった。
しかし、応募開始直後からマイニンテンドーストアにアクセスが集中したことでエラーが頻発、予約申込みが完了できないとの報告が多発。これを受け任天堂は急遽声明を発表し、「お申し込みの順番は当選確率に影響はない」とした。さらに、日本だけで約220万人が抽選に応募し事前の想定を大幅に上回っていたことと相当数が落選となることを、企業のXアカウントを通し社長の古川が発表。インサイドによる第1回の抽選結果アンケートでは約75%が落選、約25％が当選となった。
第1回の抽選結果発表と同日より第2回抽選応募受付を開始され、第1回の抽選で落選したユーザーは自動的に第2回に応募内容が引き継がれた。
発売後にオークションサイトやフリマアプリでの高額転売や無在庫出品が懸念されることから、任天堂はLINEヤフーやメルカリ、楽天グループの3社と協業し、3社が運営しているサイトやアプリでの監視体制を強化すると共に、LINEヤフーはYahoo!オークション並びにYahoo!フリマで、発売後当面の間「Nintendo Switch 2の出品自体の禁止」を明確にする措置を採ったが、メルカリや楽天ラクマは出品を完全に禁止しておらず、発売直後から高額転売が多数確認される事態になった。
アメリカでもウォルマートやベスト・バイ、GameStopなどの主要な小売業者において予約開始から数時間後には完売したとザ・ヴァージが報じた。

### 販売台数
任天堂は2025年6月10日に発売から4日後の時点でSwitch 2が世界で350万台以上販売され、同社史上最も速く売れたゲーム機となったと報告した。『ファミ通』は、日本における発売4日間の販売台数が947,931台に達し、Switchのローンチ時の329,152台を上回ったと報じた。『IGN』は、Switch 2の発売4日間の販売台数が、全地域における初代Switchの発売時販売台数の2倍に達したと述べた。2025年6月30日、すなわち任天堂の2026年度第1四半期末までに、ゲーム機の販売台数は世界で580万台を突破し、7月末までに600万台を上回った。ゲームは860万本以上販売され、そのうち『マリオカート ワールド』はSwitch 2との同梱分を含めて560万本以上を売り上げた。

#### 2025年
| 発表日  | 販売台数  | 集計期間             | 情報元   | 種類                    | 引用元          |
| ------- | --------- | -------------------- | -------- | ----------------------- | --------------- |
| 6月11日 | 3,500,000 | 6月5日-6月8日        | 任天堂   | 世界での累計発売        | [ 9 ]           |
| 6月12日 | 947,931   | 6月5日-6月8日        | ファミ通 | 国内推定販売            | [ 8 ]           |
| 6月19日 | 153,205   | 6月9日-6月15日       | ファミ通 | 国内推定販売            | [ 149 ]         |
| 6月26日 | 140,026   | 6月16日-6月22日      | ファミ通 | 国内推定販売            | [ 150 ]         |
| 7月3日  | 161,021   | 6月23日-6月29日      | ファミ通 | 国内推定販売            | [ 151 ]         |
| 7月9日  | 1,402,183 | 6月5日-6月29日       | ファミ通 | 国内での月間売上（6月） | [ 152 ]         |
| 7月10日 | 128,643   | 6月30日-7月6日       | ファミ通 | 国内推定販売            | [ 153 ]         |
| 7月17日 | 71,885    | 7月7日-7月13日       | ファミ通 | 国内推定販売            | [ 154 ]         |
| 7月23日 | 1,600,000 | 6月5日-6月30日       | Circana  | アメリカでの推定販売    | [ 155 ] [ 156 ] |
| 7月24日 | 152,165   | 7月13日-7月20日      | ファミ通 | 国内推定販売            | [ 157 ]         |
| 7月31日 | 92,013    | 7月21日-7月27日      | ファミ通 | 国内推定販売            | [ 158 ]         |
| 8月1日  | 5,820,000 | 2026年3月期第1四半期 | 任天堂   | 全世界での販売実績      | [ 159 ]         |
| 8月7日  | 62,733    | 7月28日-8月3日       | ファミ通 | 国内推定販売            | [ 160 ]         |
| 8月8日  | 426,808   | 6月30日-7月27日      | ファミ通 | 国内での月間売上（7月） | [ 161 ]         |

## ハードウェア
前モデルと同様に、Nintendo Switch 2はハイブリッド型ゲーム機であり、携帯型ゲーム機として使用することも、ドックに接続してテレビやモニターと連携させ、据え置き型ゲーム機として使用することもできる。Nintendo Switch 2はNintendo Switchと似た形状を維持しており、本体には画面と主要なハードウェアが搭載され、Joy-Con 2が2つ付属する。Joy-Con 2は、携帯モードの際には本体の側面に取り付けるか、ドック使用時には本体とワイヤレス通信を行うことができる。  

### 本体

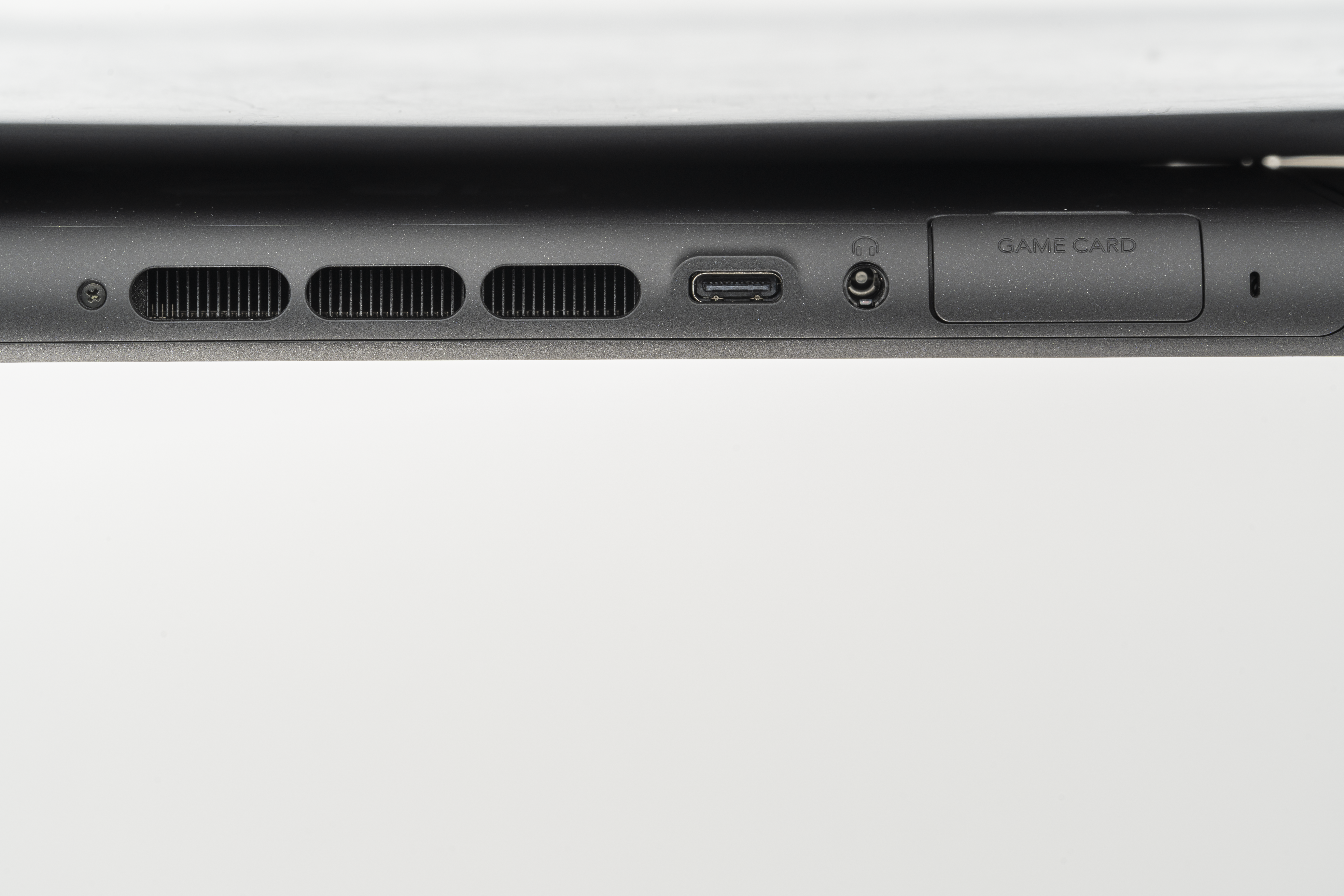
本体底面。ゲームカードスロット、ヘッドホンジャック、USB-Cポート、排気口が配置されている。

既存のNintendo Switchの設計にあった各種レイアウト（下部のUSB-C端子で給電およびドック接続、ヘッドホン端子、カートリッジスロット）に加え、Nintendo Switch 2ではノイズキャンセル機能付き内蔵マイクが新たに搭載された。背面のキックスタンドに関しては有機ELモデルを踏襲しており、形状はコの字に変更されている。キックスタンド付近の滑り止めは大きくなりテーブルモードで使用する際の安定性が改善された。さらに、本体上部には追加の2つ目のUSB-C端子が設けられており、テーブルモードの充電や外部カメラなどのアクセサリー接続にも対応している。また、スタンド部分も初代Switchや有機ELモデルと比較して新設計となっている。Joy-Con 2を装着した状態で、本体サイズは幅272mm（10.71インチ）、高さ116mm（4.57インチ）、厚さ13.9mm（0.55インチ）、重さ534gとなっている。
Switch 2は液晶方式の7.9 in (20 cm)タッチスクリーンを採用し、解像度1080p（1920x1080）・HDR・可変リフレッシュレート（最大120 Hz）対応となっている。ドック接続時は、最大1440p・120 Hz、または4K解像度・60 Hz（=HDMI 2.0）でHDR出力が可能である。ただし、実際にはHDMI 2.0では4K出力でHDR10も同時に入れるとYCC4:2:2などのやむを得ない併用により帯域不足に陥ることが多いことから搭載プロトコルはHDMI 2.1である。HDMI 2.0より性能が低いHDMIケーブルは動作保証がない。任天堂は当初、発表直後にTVモード時にHDMIでVRR出力ができるとしていたが、ドックの技術的な問題で携帯モード時にのみVRRが起動する。画面のベゼルも細くなっている。本体のデザインは黒色を基調として、有機ELモデルより丸みを帯びた形状となっている。初代Switchでは有機ELモデルもあったが、任天堂がSwitch 2で有機ELを見送った理由について、ハードウェア設計責任者の佐々木哲也は、HDR対応など液晶技術の進化を理由に挙げている。初代モデルと異なり、ドックにはイーサネット端子と冷却ファンも標準搭載されている。
使用されているシステムオンチップ（SoC）は、NVIDIA Tegra T239（型番GML-X30-A1、コードネーム「Drake」）である。このSoCは、オクタコアのARM Cortex-A78C CPU、12 SM Ampere GPU、そして128ビットのLPDDR5Xメモリインターフェイス12GBを備えている。発売前に出たFTC対マイクロソフトに関連するアクティビジョンの内部メールによると、このゲーム機の性能は第8世代ゲーム機であるPlayStation 4やXbox Oneと類似しているとされたが、発売後にIGNがコーエーテクモゲームスにインタビューしたところ、処理性能は第9世代ゲーム機であるXbox Series Sに近い性能だと明かされており PlayStation 4より上回る処理性能だと回答されている。任天堂はNintendo Switch 2がNvidiaのディープラーニングスーパーサンプリング（DLSS）技術およびレイトレーシングをサポートすることを発表している。また、NVIDIAはこのゲーム機がテンソルコアやRTコアを備え、携帯モードでNvidia G-Syncを介した可変リフレッシュレートをサポートすることを確認している。さらに、Wi-Fi 6にも対応する。  
Nintendo Switch 2には256GBの内部ストレージが搭載されており、初代Switchの32GBから大幅に増加している。ストレージは、最大2TBまで対応したmicroSD Expressカードを使用して拡張可能である。これにより、Nintendo Switchで使用されていたmicroSDHCおよびmicroSDXCカードに比べ、より高速な読み取りおよび書き込み速度を実現している。Nintendo Switch 2はゲームのロードにmicroSD Expressカードのみをサポートしており、microSDHCおよびmicroSDXCカードはスクリーンショットやビデオの閲覧用途に限られる。  
携帯モード時、ゲーム機は内部の非着脱式5,220 mAhリチウムイオン充電式バッテリーによって主に駆動される。任天堂はバッテリー使用可能時間を約2時間から6.5時間としているが、これらはあくまで目安であり、実際の使用時間はプレイするゲームによって異なる。バッテリーの充電は、いずれのUSB-Cポートからでも行え、充電時間の目安はスリープモードにした状態で約3時間である。  

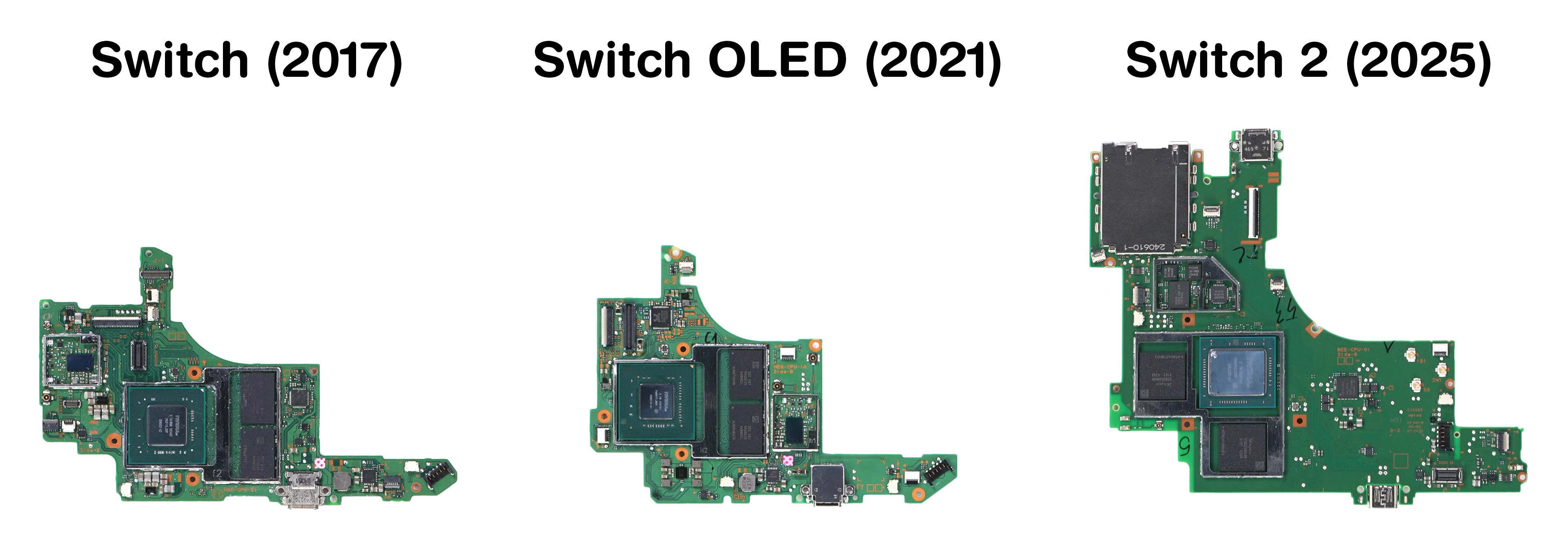
Nintendo Switch、Nintendo Switch（有機ELモデル）、Nintendo Switch 2の基板比較

2025年1月1日にシステムのマザーボードの画像とされるものが公開された。Famiboardsのユーザーが物理的な寸法に基づいて計算したところ、このシステムオンチップが5nmプロセスノードで製造された可能性が高いと推測した。ただし、Digital FoundryのRichard Leadbetterは、Ampereベースのアーキテクチャを小型プロセスノードに移植するのではなく、既存の低コストなSamsung製8nmプロセスノードを使用する可能性が高いと結論付けた。このようなプロセスは性能やバッテリー寿命に課題を抱えるものの、固定ハードウェアプラットフォームの特性により、カスタム最適化の実装によってこれらの問題が緩和されるとLeadbetterは考えている。  外部ストレージとして、ポータブルゲーム機初となるmicroSD Expressメモリーカードのみに対応する。SD Expressに対応していないmicroSDメモリーカードについては、Nintendo Switchの作品のみを遊びたい場合でも使用することができず、Nintendo Switch本体で保存した画面写真、動画のコピーにのみ利用することができる。
日本国外では、Nintendo Switch 2は前モデルと同様にリージョンロックを採用していない。ただし日本国内では、標準の多言語対応版（税込み69,980円）と、日本語・国内専用版（税込み49,980円）の2種類が提供されている。この日本語・国内専用版は本体UIが日本語で固定され、日本のニンテンドーアカウントのみ対応している。この措置は円安の日本円通貨に対抗するために行われたと受け止める者もいた。

#### ハードウェアの保護
Switch 2の多言語対応モデルはリージョンフリーであるが、本体にはSwitchと連携して未認証のサードパーティー製のハードウェアの使用を防ぐ技術が搭載されている。ザ・ヴァージによると、Switch 2のUSB-Cポートには何らかの暗号化方式が採用されており、これによってサードパーティー製のドックが本体と通信できず、使用できないようになっている。
2025年5月、任天堂はNintendo Switch 2利用者向けに、利用規約およびプライバシーポリシーを更新した。この規約に違反した場合、「ニンテンドーアカウントサービスおよび、または該当する任天堂のデバイスが、全部または一部で恒久的に使用不可能になる」可能性があると発表した。これは、海賊行為やゲームのエミュレーションを防止する目的と見られている。また、この規約は非公式ソフトウェアのインストールや、ハードウェアを高速化するための改造にも関連している。この方針の結果、サードパーティー製のフラッシュドライブを使ってSwitchまたはSwitch 2用ゲームをSwitch 2にサイドロードした利用者や、中古でゲームカードを購入した利用者が、Nintendo Onlineアカウントをブロックされ、本体がサービスに接続できない状態となっている。『Engadget』によれば、これは任天堂がすべてのSwitchおよびSwitch 2用ゲームカードに固有のIDコードを付与し、複製カードを使用していると疑われるシステムを遮断する措置を講じていることが原因だという。実際に、ユーザーが中古ゲームカードを正規に購入したにもかかわらずSwitch 2がブロックされた事例では、購入証明を任天堂に示した結果、ブロックが解除されたケースもあった。一方で、こうしたブロックは永久的なもので、システムが任天堂のネットワークに接続できなくなる場合もある。一部のSwitch 2の中古購入者は、こうしたブロックにより自分のアカウントへの本体登録ができず、購入前から任天堂ネットワークに接続できない状態になっていることが判明した。この対応により、ブラジルの消費者保護団体であるConsumer Protection and Defence Programが「こうした措置は同国の消費者法に違反する」として任天堂を提訴している。また多根清史によれば既に非公式カートリッジを使用したNintendo Switch 2が、オンライン接続できなくなる事例が報告されているという。

### Joy-Con 2

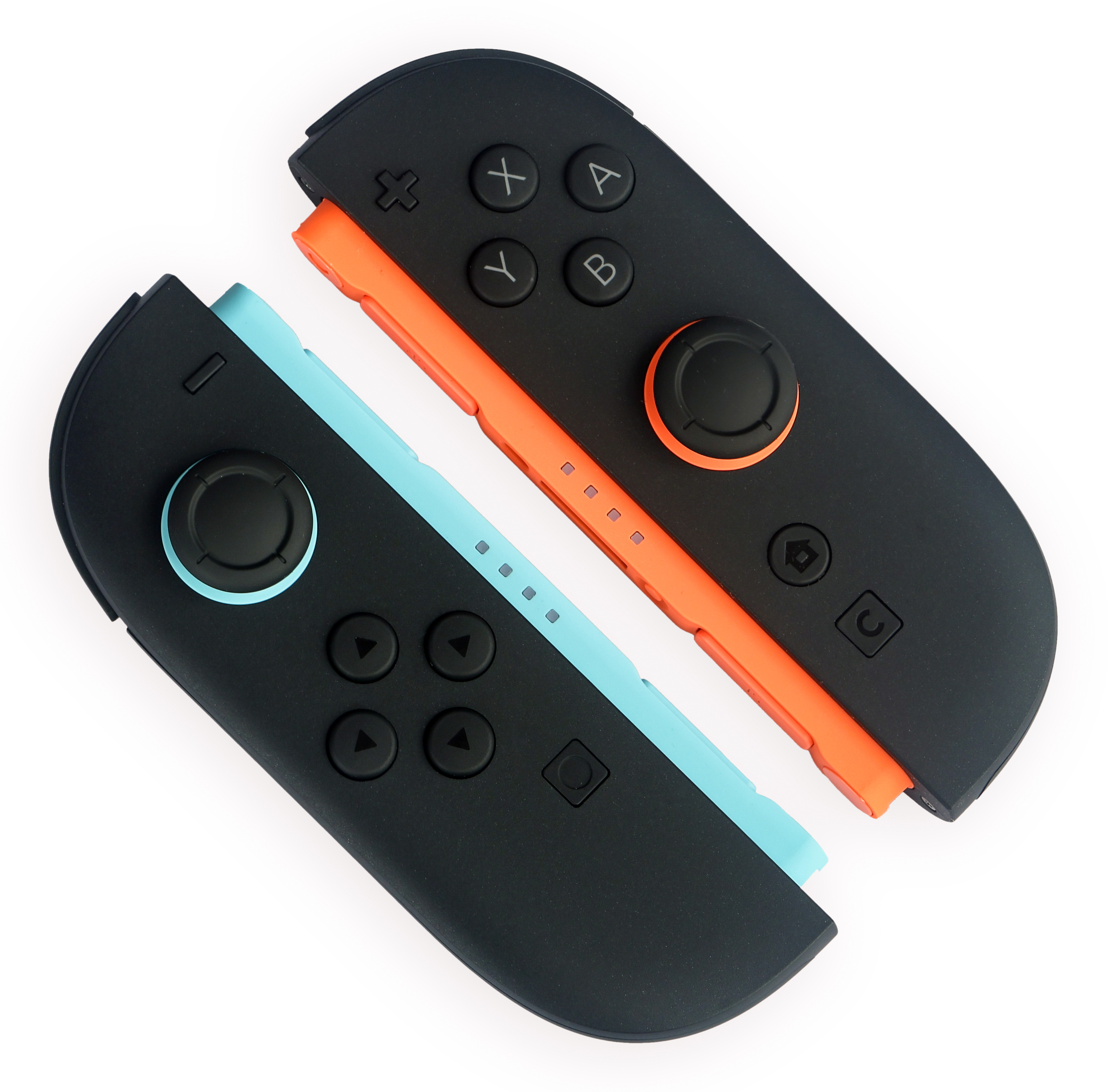
Joy-Con 2

Joy-Con 2は初代Joy-Conからデザインが更新されている。ゲーム機の本体が大型化されたのに合わせてサイズが大きくなり、レールシステムではなく磁気によって側面にスナップ装着する方式となった。取り外す際はJoy-Con 2にある小さなボタンを押すと内部のシリンダーが伸び、本体から押し出される仕組みである。任天堂はアナログスティックがより大型で、なめらかかつ耐久性が増したと説明した。初期の報道では、従来のアナログ機構に埃が溜まることで起きたドリフト問題に対応するため、新型スティックにはホール効果センサーが使われるとの見方があったが、2025年4月に任天堂はホール効果センサーは使用していないことを確認した。
コントローラ側面のSLボタンとSRボタンは大型化され、Joy-Con 2（R）には新たに「Cボタン」が追加され、新機能「ゲームチャット」を起動できる。また、コントローラを横にスライドすることで対応ゲームではコンピュータマウスのように使用することも可能である。両方のJoy-Con 2には500 mAhのバッテリーが内蔵されており、約20時間の駆動が見込まれている。充電は本体接続時に行うか、あるいはサードパーティー製の充電ドックやグリップを通じても可能である。初代Joy-Conにあった赤外線センサーは削除されている。

### Nintendo Switch 2 Proコントローラー

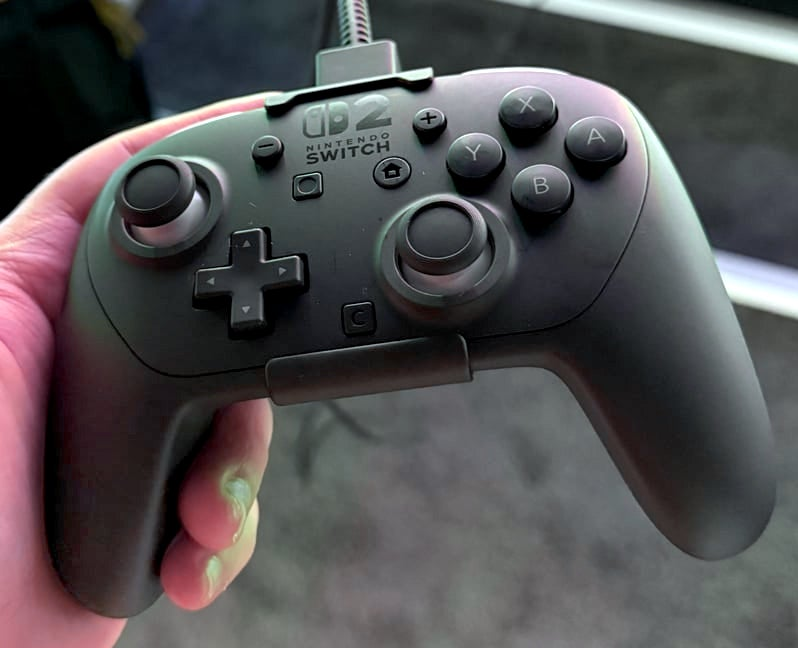
Nintendo Switch 2 Proコントローラー

Nintendo Switch 2 ProコントローラーはNintendo Switch Proコントローラーとの変更点が多く、具体的には以下の改良が行われた。
- バッテリーがCTR-003から内蔵式に変更され、容量がやや減少した（1070 mAh）。
- HD振動2とCボタンに対応。
- ヘッドホン端子が追加された。ヘッドホン端子にCTIP方式のマイク付きイヤホンを接続できる。
- コントローラ表面部のクリアパーツが廃止された。また、コントローラ前面部は白色のパーツに変更。
- 任意のボタンパターンを追加できるGL・GRボタンの実装。
- グリップ裏側の形状が変更された。

## ソフトウェア

### 販売形式
前世代機と同様に、Nintendo Switch 2のゲームは物理形式とデジタル形式の両方で入手可能である。物理形式のゲームは、初代Switchで使用されたものと似た形状を持つ専用のゲームカードに保存される。Switchのゲームカードと同様に、Switch 2のゲームカードにも子どもが誤って口にしないよう、無害な苦味成分が塗布されている。Nintendo Switch 2用のゲームカードは赤色で、初代Nintendo Switch用（濃い灰色）のものと区別される。さらにゲームカード用ケースも赤色になり、ジャケットの側面が赤色背景で統一されなくなる。このゲームは、初代Switchの物理リリースの大部分と後方互換性を持つ。
Nintendo Switch 2では、一部のタイトルがゲームデータを含まずデジタルライセンスのみを収録した「キーカード」として出荷される場合がある。このカードを挿入すると、ゲームファイルがゲート機にダウンロードされる。ただし、デジタル購入とは異なり、ゲームを起動するにはカードを挿入する必要がある。この形式は、初代Nintendo Switchで一部のサードパーティー作品が採用した方法やアクティビジョンのCall Of Duty MWII以降のディスク媒体に似ており、カードに認証用のDRMデータしか含まれず、残りのデータをダウンロードする必要があった。
任天堂はキーカード導入の背景について「今後数年間にわたりSwitch 2を将来にわたって安心して使えるハードにするため」と説明している。年々ゲームの容量が大きくなり、従来のゲームカードの記憶容量を超えるタイトルが増えてきているが、キーカードを使えば、デジタル配信だけでなくパッケージ版としても大容量タイトルを店舗で販売し続けることが可能になる、としている。なお、キーカードで販売されるタイトルはニンテンドーアカウントにひもづけられておらず、アカウントロックはされない仕様となっている。

### オンラインサービス
任天堂はNintendo Switch OnlineサービスがSwitch 2でも引き続き利用可能である。サブスクリプション型サービスを通じて、Switch 2のユーザーはニンテンドーeショップで新作ゲームのダウンロード購入、フレンドとのマルチプレイ、クラウドセーブによるゲームデータの保存などを利用できる。
既存のSwitch Onlineサービスの一環として、ゲームキューブのタイトルが「ニンテンドー ゲームキューブ Nintendo Classics」で配信開始された。これらはSwitch 2専用に「Nintendo Classics」という新しいブランドで展開された。このコレクションは2025年6月に本体と同時に発売され、『ゼルダの伝説 風のタクト』、『ソウルキャリバーII』（2002年）、『F-ZERO GX』（2003年）が含まれていた。その後も『ルイージマンション』（2001年）、『スーパーマリオサンシャイン』（2002年）、『ポケモンコロシアム』（2003年）、『ファイアーエムブレム 蒼炎の軌跡』（2005年）なども今後順次追加予定である。また、Nintendo Classicsのカタログには、Switch 2限定機能としてCRTフィルターとリワインド機能が追加され、既存のNINTENDO 64のソフトにも適用される。また、同時に新型ゲームキューブ コントローラも発売され、Nintendo Classicsの利用者向けに限定販売される。ただし、「2本でお得 ニンテンドーカタログチケット」サービスはNintendo Switch 2専用タイトルには利用できない。
ボイスチャットサービスのゲームチャットも導入されており、フレンドとのボイスチャットや画面共有が可能である。オプションのWebカメラアクセサリを利用すればビデオ通話もサポートされる。ゲームチャットはJoy-Con 2（R）にあるCボタンからアクセスできる。ただし、このチャット機能は2026年3月31日までは無料で利用でき、それ以降はNintendo Switch Online有料会員のみが利用できるようになる。さらに、iPhone 15、16を含むスマートフォンや、DisplayPort Alternate Mode対応のAndroid端末を、安価なケーブルを数本用意することでSwitch 2のウェブカメラとして活用できる。

### ゲームタイトル
2025年1月に公開されたこのゲーム機の予告編には、6月5日にNintendo Switch 2と共に発売された新作のマリオカートゲーム『マリオカート ワールド』の初期映像も含まれていた。『IGN』による報道では、『メトロイドプライム4 ビヨンド』『Pokémon LEGENDS Z-A』『Pokémon Champions』『レイトン教授と蒸気の新世界』など、Nintendo Switch向けに発表されたタイトルがNintendo Switch 2向けにアップグレード版として提供される可能性があることが示唆されている。また、ゲーム機向けツアーゲーム『Nintendo Switch 2 のひみつ展』が4月2日のNintendo Directで発表され、ゲーム機発売と同時にダウンロードでリリースされた。

### サードパーティーのサポート
2024年1月に開催されたGDCで実施された調査では、3,000人のインディーおよびAAAゲーム開発者に対してゲーム制作と取り組んでいるプラットフォームについて質問が行われた。そのうち250人がNintendo Switch 2向けにゲームを制作中であると回答し、さらに調査対象の32%がこのゲーム機向けの開発に関心を示した。2024年5月、任天堂はエンブレイサー・グループからマイアミを拠点とする開発会社Shiver Entertainmentを買収する意向を発表した。同社は声明で、この合併によりソフトウェアの開発および移植に特化した社内リソースを確保しつつ、スタジオがNintendo Switchやその他のプラットフォームへの取り組みを継続できるようになると説明した。その後、Bloomberg Newsは、この買収がNintendo Switch 2向けのサードパーティーゲーム確保を強化するためのものであり、Shiverが外部開発者を支援して競合プラットフォームからのタイトルの最適化を行う役割を担うと報じた。2024年9月には、開発会社のPathea Gamesが『My Time at Portia』（2019年）および『My Time at Sandrock』（2023年）の精神的後継作となる『My Time at Evershine』を発表した。同年10月には、Playtonic Gamesがリマスター版『Yooka-Replaylee』を「任天堂プラットフォーム」で発売すると発表した。2025年3月には、開発会社のFuturLabが『PowerWash Simulator 2』を発表し、当初はNintendo Switch 2を含む複数のプラットフォームで発売予定であることをニュース媒体に確認したものの、一部の声明を撤回した。
2025年4月2日に配信されたNintendo Directでは、スクウェア・エニックス、カプコン、エレクトロニック・アーツ、テイクツー・インタラクティブ、CD Projekt Red、バンダイナムコエンターテインメント、セガ、Supergiant Games、ワーナー・ブラザース ゲームズ、アクティビジョン・ブリザード、IO Interactiveなど、複数の大手パブリッシャーによるSwitch 2への対応が発表された。また、パートナータイトルとして46本のソフトがラインナップされ、そのうち17タイトルは6月の本体発売に合わせて同時リリースされることが明らかにされた。また、パートナータイトルとして46本のソフトがラインナップされ、そのうち17タイトルは6月の本体発売に合わせて同時リリースされることが明らかにされた。
配信内で明かされた主なサードパーティータイトルには『ファイナルファンタジーVII リメイク インターグレード』『Hades II』『ボーダーランズ4』『龍が如く0 ディレクターズカット』『エルデンリング ターニッシュド・エディション』『サイバーパンク2077 アルティメット・エディション』『ヒットマン ワールド・オブ・アサシネーション』『007 ファーストライト』『スプリット・フィクション』『デモンエクスマキナ：タイタニック・サイオン』『ストリートファイター6』などが含まれている。また、エレクトロニック・アーツおよびテイクツー・インタラクティブは、自社のスポーツゲームシリーズであるEA Sports FC、Madden NFL、WWE 2K、NBA 2KなどをSwitch 2で展開することを正式に表明している。任天堂もパートナースタジオと協力し、Switch 2向けの独占タイトルの開発を進めている。主な例としては、コーエーテクモゲームスとの『ゼルダ無双 封印戦記』や、フロム・ソフトウェアとの『ダスクブラッド』などが挙げられている。
Microsoft Gamingのフィル・スペンサーは、Nintendo Switch 2向けにXboxゲームの移植を提供することでゲーム機をサポートする意向を示した。これは同社のマルチプラットフォーム配信戦略の一環である。これらのゲームには、『Halo: The Master Chief Collection』や『Microsoft Flight Simulator 2024』の移植が含まれると報じられている。また、マイクロソフトは以前に任天堂と契約を結び、アクティビジョン・ブリザードの買収提案の一環として『コール オブ デューティ』シリーズの将来の作品を任天堂プラットフォームに提供することを約束している。この契約は、2023年2月に法的拘束力を持つものとなった。
ユービーアイソフトは、ゲーム機の発表後に「このゲーム機に夢中になっている」とコメントし、『アサシン クリード ミラージュ』および『アサシン クリード シャドウズ』を発売初期の期間にNintendo Switch 2向けに提供する予定であると噂されている。『Marvel Rivals』のプロデューサーであるWeicong Wuは、同ゲームをNintendo Switch 2向けに提供することに関心を示しており、チームがすでに任天堂と連絡を取り、開発キットを所有していると述べた。ただし、ゲームのパフォーマンスが満足のいくものである場合のみNintendo Switch 2向けにリリースされると明言している。

### 後方互換性
Nintendo Switch 2は、初代Nintendo Switchのほとんどのゲームでデジタル形式で後方互換性を持つ。ただし、任天堂は一部のゲームが完全には互換性がない、またはサポートされない可能性があると述べている。例えば、Joy-Con 2にはモーションIRカメラが非搭載であるため、この機能を必要とするゲームは初代Joy-Conを使用する必要がある。その他大多数のSwitch用ゲームについては、Switch 2が従来のSwitchと同じハードウェア構成を持たないため、互換レイヤーのような一種のエミュレーション技術によってプレイできるようになっている。ハードウェアディレクターの堂田卓宏は、この仕組みについて「ソフトウェアエミュレーターとハードウェア互換性の中間のようなもの」と表現している。また、佐々木哲哉は「データを読み込みながらリアルタイムで処理を実行している方式だ」と説明している。
任天堂は後方互換性を実現するためにソフトウェアエミュレーションを使用せず、Nintendo Switchゲームデータをリアルタイムで変換してNintendo Switch 2上で動作させる。この方法についてNintendo Switch 2のディレクターである堂田卓宏は、「ソフトウェアエミュレーターとハードウェア互換性の中間に位置する」と述べている。この技術により、Nintendo SwitchのソフトでもNintendo Switch 2でプレイする際にゲームチャットなどSwitch 2の機能を追加することが可能となっている。
2025年5月現在、任天堂がテストした122本の自社発売ソフトのうち、Nintendo Labo Toy-Con 04: VR Kitを除く全ソフトが動作検証で問題が見つかっていないことを公表している。唯一対応していないVR Kitは、ソフト付属の段ボールキットがNintendo Switch 2の本体サイズに合わないという理由で互換性がない。任天堂がテストしたサードパーティー製Switch用ゲームは15,000本以上にのぼり、そのうち約75%がSwitch 2でも問題なく動作した。約170タイトルでは何らかの問題が報告された。また、HuluやCrunchyrollなど一部のアプリケーションは非対応となっている他ニコニコ動画、ABEMAなどのメディア視聴アプリに互換性がないことも公表している。YouTubeについては後日対応することを同サービスがXアカウントにて公表している。
任天堂はNintendo Switchで購入したダウンロード版ソフトをNintendo Switch 2に移行するための支援として、2025年4月に「バーチャルゲームカード」を導入した。バーチャルゲームカードは、ダウンロード版ソフトをほかのサインインしたNintendo Switch/Nintendo Switch 2本体に移行したり、家族のNintendo Switchに最大2週間貸し出したりすることができる。
2024年2月には、開発者が新しいハードウェアを活用するためにゲームをアップデートできるという噂が報じられた。これは「Nintendo Switch 2 Edition」として公開され、『メトロイドプライム4 ビヨンド』『ゼルダの伝説 ブレス オブ ザ ワイルド』『ゼルダの伝説 ティアーズ オブ ザ キングダム』『スーパーマリオパーティ ジャンボリー』『Pokémon LEGENDS Z-A』『星のカービィ ディスカバリー』などのNintendo Switchゲームは、「Nintendo Switch Online + 追加パック」を通じて提供されるか、別途販売されるNintendo Switch 2向けアップグレード版が登場し、一部では新しいコンテンツが追加される予定である。一方、『スーパーマリオ オデッセイ』や『ポケットモンスター スカーレット・バイオレット』などのゲームは、Nintendo Switch 2向けのパフォーマンスアップデートのみが無料で提供されるが、新しいコンテンツは追加されない。また、これらのゲームはSwitch 2のカートリッジを元のSwitch本体に挿入することで、従来のSwitch用ソフトとしてもプレイできる。
元のSwitch本体にもこれらのゲームを挿入して、まるでオリジナルのSwitchゲームのコピーであるかのようにプレイできる。
SwitchのゲームをSwitch 2に持ち込む手助けとして、任天堂は2025年4月にオリジナルのSwitchシステムソフトウェア向けにバーチャルゲームカードを導入した。バーチャルゲームカードは、デジタル購入したゲームを2台目のSwitchやSwitch 2で利用するために仮想的に転送したり、家族のSwitchに最大2週間まで貸し出したりできる。
Joy-ConとNintendo Switch Proコントローラーはほとんどのケースで前方互換となっており、一部のSwitchソフトでSwitch 2の互換が必要な場合がある。こうしたソフトには、多くのNintendo Laboシリーズ、『リングフィット アドベンチャー』（2019年）、『超おどる メイド イン ワリオ』（2023年）が含まれる。

## 評価

### 批判的な対応
『Digital Trends』と『ヴァルネット』はドックの使いやすいデザインを評価したが、『PCMag』はこれに対しあいまいな反応を示した。他の批評家は改良された換気システムに満足していた。キックスタンドについては、一部からはデザインの改善と耐久性で高く評価されたが、『WIRED』はその安全性や薄さを懸念した。画面については、有機ELが非搭載である点が議論の対象となったが、WIREDは120 HzリフレッシュレートとHDR10対応がこれを補っていると述べた。批評家はSwitch 2のディスプレイが初代Switchのものよりも進化していることで一致した。一方で、その特長にも関わらずディスプレイに弱点があると指摘する者もいた。Joy-Conのデザイン改良は評価され、SLボタンとSRボタンの大型化が役立つと指摘した者もいた。一方、スティックドリフトの解決策がないことに不満を示す声もあった。また、Joy-Conのマウス機能は、脚の上でも正しく動作したと指摘されている。本体のバッテリー持続時間の短縮については批判があり、初代Switchの2.5時間から6.5時間という推定値と比べて否定的に評価する声があったが、『Engadget』はこの数値は高性能な携帯型ゲーム機としては標準的だと述べた。
本体のソーシャル機能は評価された。WIREDはゲームチャットを「本体の中で最も注目に値する完全な新機能」と評した『マッシャブル』は、任天堂が20年以上前のコンセプトで車輪の再発明をしたのではなく、機能を「純粋な実用性から、使うこと自体が積極的に楽しくなる領域へと進めた」と述べた。「ビジネスインサイダー」は、専門的なコミュニケーションよりも「手軽に素早くマルチプレイを楽しむために作られている」と述べている。音声認識オプションの精度や話者の識別能力についても批評家から評価された。内蔵マイクのノイズキャンセリング性能も好意的に受け止められた。一方で、ゲームチャットの画面共有については多くの批評家がカクつきを指摘している。マッシャブルはバーチャルゲームカードシステムについて、共有用デジタルゲームの所有権を巡って「兄弟姉妹にとってはロジスティック上の悪夢になる可能性がある」と表現している。『IGN』は、Switch 2について「アップグレードする独自の理由はあまり提供していない」と述べ、任天堂が「かなりのプレミア価格を課している」と批判したほか、Joy-Conの快適性の欠如やアナログトリガーが搭載されていない点を問題視した。同様に、『Nintendo Life』はゲームを遊ぶには「大きなコストがかかる」とし、ストレージが256GBしかない点をゲーム機の短所として挙げ、「すぐ一杯になるだろう」とレビューで指摘した。『PC Gamer (US)』もまた、安価にゲームを楽しみたい人はSwitch 2を購入すべきではないと述べ、「高額な価格設定」であると批判し、さらにJoy-Conが依然としてスティックドリフトを起こす可能性があることを強調した。
ローンチタイトルのラインナップは物足りないと批判された。『PC Gamer』は近年で「最も弱い」ラインナップのひとつと評した。また、任天堂がローンチタイトルの『Nintendo Switch 2 のひみつ展』で課金をしていることも批判された。ローンチタイトルの多くが他機種で展開されたもので、初代Switchでは動かなかったゲームの移植であると指摘されており、一方でSwitch 2での旧作のアップグレードを評価する声もあった。PC Gamerはディープ・ラーニング・スーパー・サンプリンググラフィック技術により『サイバーパンク2077』のようなゲームが「主観的にはより良くなった」と述べ、『Edge』は『メトロイドプライム4 ビヨンド』やひみつ展をプレイしたとき、マウス機能の精度を称賛した。本体・ゲーム・周辺機器の総価格に懸念を示す批評家も多かった。また、初代Switchからのデータ転送の信頼性にも懸念が示された。ゲームをプレイ可能にするために任天堂のサーバーからデータをダウンロードする必要があるキーカードの使用は、物理ゲームにおける新しい形態のデジタル著作権管理とみなされ、ゲームの所有権、ビデオゲームの保存、および任天堂がSwitch 2のサポートを終了した後のゲームの扱いに関して懸念を引き起こした。

## 周辺機器
発売日の記述が無い商品は一部を除いて、基本的にはNintendo Switch 2本体と同日発売である。
また、Nintendo Switchの周辺機器にも対応しているが、規格が異なるHDMIケーブルとmicroSDカードは非対応となっている。
| 型番    | 名称                                          | 備考 | 発売日       |
| ------- | --------------------------------------------- | --- | ------------ |
| BEE-001 | Nintendo Switch 2本体                         | 日本語・国内専用モデル、多言語対応モデルによる型番の違いはない。両者の違いを区別するには製造番号の確認が必須である。 国内専用モデルは海外での使用を推奨されていない。                                     | 2025年6月5日 |
| NGN-01  | Nintendo Switch 2 ACアダプター                | 本体に1つ同梱。Nintendo Switchでも使用可能。 | 本体と同日   |
| BEE-003 | Nintendo Switch 2バッテリー                   | 本体に内蔵。バッテリーのみの販売はない。 | 本体と同日   |
| BEE-004 | Joy-Con 2バッテリー                           | Joy-Con 2に内蔵。バッテリーのみの販売はない。 | 本体と同日   |
| BEE-005 | Nintendo Switch 2ドック                       | 本体に1つ同梱。 | 本体と同日   |
| BEE-006 | ゲームカード                                  | ゲームカードのみの販売はない。 LB-XXXXX-XXX-0は「ゲームデータが入った普通のSwitch 2カード」 LP-XXXXX-XXX-0は「キーカード」 LN-XXXXX-XXX-0は「Switch 2 Edition(Switch 1/2どちらでも遊べるカード)」である。 |              |
| HAC-009 | カードケース                                  | パッケージ版に付属。ケースの色が赤透明に変更。 |              |
| BEE-008 | Nintendo Switch 2 Proコントローラー           | | 本体と同日   |
| BEE-009 | Joy-Con 2グリップ                             | Joy-Con 2を取りつけるグリップでNintendo Switch 2本体に1つ同梱。 | 本体と同日   |
| BEE-010 | Joy-Con 2充電グリップ                         | Joy-Con 2を取りつけて充電するグリップ。背面にGL/GRボタンが追加されており好きなボタンを割り当てることが可能。                                                                                              | 本体と同日   |
| BEE-011 | USB-C充電ケーブル                             | Nintendo Switch 2 ACアダプターに1つ同梱。両端がType C端子のUSBケーブル。約1.5m(Altmode、USB-PD対応のUSB2.0)                                                                                               | 本体と同日   |
| BEE-012 | Joy-Con 2（L）                                | Nintendo Switch 2本体にJoy-Con 2（L） / Joy-Con 2（R）が1つずつ同梱。 | 本体と同日   |
| BEE-014 | Joy-Con 2（R）                                | Nintendo Switch 2本体にJoy-Con 2（L） / Joy-Con 2（R）が1つずつ同梱。 | 本体と同日   |
| BEE-015 | ウルトラハイスピードHDMIケーブル              | 本体に1つ同梱。HDMI 2.1となる。 | 本体と同日   |
| BEE-016 | USB充電ケーブル                               | Nintendo Switch 2 Proコントローラー、Joy‐Con 2充電グリップに1つ同梱。Type A端子とType C端子のUSBケーブル。                                                                                                | 本体と同日   |
| BEE-017 | Nintendo Switch 2 Proコントローラーバッテリー | Nintendo Switch 2 Proコントローラーに内蔵。バッテリーのみの販売はない。 | 本体と同日   |
| BEE-018 | Joy-Con 2ストラップ                           | Joy-Con 2に取り付ける、落下防止のストラップ。Joy-Con 2（L）/ Joy-Con 2（R）にそれぞれ1つ同梱。 | 本体と同日   |
| BEE-019 | Nintendo Switch 2カメラ                       | Nintendo Switch 2のUSB Type-Cポートと接続することで、ゲームチャット使用時にビデオチャットが行える。 「カメラプレイ」対応ソフトでは、カメラが映す映像を、ゲーム画面の中に登場させることが可能。            | 本体と同日   |
| BEE-020 | Joy-Con 2ハンドル                             | Joy-Con 2を取り付けると自動車のハンドルを模した操作が可能で2個セットで同梱。 Joy-Con 2のプレイヤーランプがハンドル装着後でも見れるようになった。                                                          | 本体と同日   |
| BEE-021 | ニンテンドー ゲームキューブ コントローラ      | ニンテンドー ゲームキューブ Nintendo Classics専用のワイヤレスコントローラ。 Nintendo Switch Onlineの加入者限定特典でマイニンテンドーストアで購入可能。                                                    | 本体と同日   |
| BEE-028 | Nintendo Switch 2キャリングケース             | Nintendo Switch 2本体を収納できるキャリングケース。保護シート、クリーニングクロス、ゴミ取りシールが付属。                                                                                                 | 本体と同日   |
| BEE-029 | Nintendo Switch 2画面保護シート               | Nintendo Switch 2キャリングケースに同梱。 | 本体と同日   |
| BEE-032 | オールインボックス                            | Nintendo Switch 2本体やドッグなど一式収納出来るボックス。 | 本体と同日   |